# Suzy Favor Hamilton

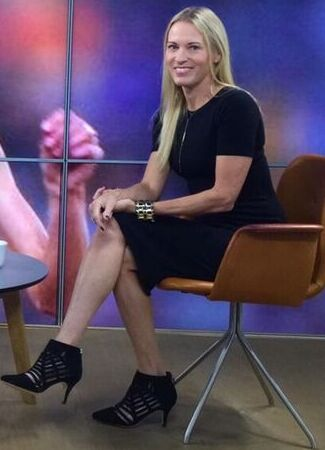
Suzy Favor Hamilton, 2016

Suzy Favor Hamilton (* 8. August 1968 in Stevens Point, Wisconsin) ist eine US-amerikanische professionelle ehemalige Leichtathletin, die vor allem als Mittelstreckenläuferin aktiv war.

## Leben
Favor begann im Alter von neun Jahren mit dem Laufsport. Sie besuchte die Stevens Point Area Senior High School, die sie 1986 erfolgreich abschloss. Bereits als Schülerin war sie dreifache US-Juniorenmeisterin über 1500 Meter und zweifache Goldmedaillengewinnerin bei den Pan American Juniors (1984, 1986). 1991 schloss sie ein Studium an der University of Wisconsin–Madison mit einem Bachelorgrad in Graphic Arts ab. An der Universität Wisconsin–Madison gewann Favor neun NCAA-Einzeltitel. Damit hält sie bis heute gemeinsam mit Sally Kipyego den Rekord in der Geschichte der NCAA. Im Studium lernte sie ihren späteren Ehemann Mark Hamilton kennen, den sie 1991 kurz nach ihrem Examen heiratete. Als Studentin wurde sie NCAA Woman of the Year und gewann vier Big Ten Female Athlete of the Year Awards, die nach ihr heute „Suzy Favor Award“ genannt werden. Das Paar ließ sich in New Glarus, Wisconsin, nieder. Eine gemeinsame Tochter wurde 2005 geboren.

### Professionelle Leichtathletin
Nach ihrem Studium nahm Favor Hamilton an folgenden Wettbewerben teil:
- Olympische Spiele im Team der USA 1992, 1996 und 2000
- Siebenfache Teilnehmerin der US-Leichtathletikmeisterschaften
- US-Rekordhalterin über 1000 m
- US-Hallenrekordhalterin über 800 m
- Bronzemedaillengewinnerin der Goodwill Games 1998

Sie erreichte den fünften Platz bei den World Cross-Country Championships 2002 auf der Kurzstrecke. Dies war die beste Platzierung einer US-Läuferin aller Zeiten. Favor Hamilton war die einzige US-Amerikanerin, die je eine Weltbestzeit über 1500 Meter erzielte (Jahr 2000 3:57,40 min). Sie war die Nummer eins der US-Rangliste 1989, 1990, 2000, 2001 und 2002. Favor Hamilton gestand zudem, dass sie im 1500-Meter-Rennen der Olympischen Sommerspiele 2000 absichtlich gestürzt war, als klar war, dass sie keine Medaille mehr gewinnen konnte.

### Werbeikone
Favor Hamilton erschien in der Werbung der Marken Nike, Reebok, Pert Plus Shampoo, Nordic Track, Clairol, Oakley und Kikkoman Foods. Außerdem posierte sie in den Zeitschriften Vogue, Cosmopolitan, Rolling Stone, Runner’s World, Harper’s Bazaar, Men’s Journal, Sports Illustrated, Sports Illustrated for Kids, Track & Field News, Women’s Sports & Fitness und Running Times.

### Prostituierte
Von Dezember 2011 bis zur Enthüllung ein Jahr später arbeitete Suzy Hamilton unter dem Namen Kelly Lundy als Callgirl für eine Agentur in Las Vegas. Ihr Doppelleben wurde durch die US-Klatsch-Website „the smoking gun“ öffentlich gemacht und im Dezember 2012 weltweit in den Medien verbreitet. Prostitution ist in Las Vegas wie in den meisten Landesteilen der USA offiziell verboten. Hamilton bestätigte, dass sie gegen ein Stundenhonorar von 600 Dollar als Prostituierte gearbeitet habe und finanzielle Schwierigkeiten, eine Depression und Eheprobleme sie zu dieser Arbeit bewogen hätten. Medienberichten zufolge sei ihre Familie aber nicht in finanziellen Schwierigkeiten gewesen. Favor-Hamilton hatte einigen Freiern ihren wahren Namen verraten, und so wurde ihre Arbeit öffentlich.

### Buch
Im Jahr 2004 schrieb Favor Hamilton das Buch Fast Track: Training and Nutrition Secrets from America’s Top Female Runner with Dr. Jose Antonio, Rodale Books (2004), ISBN 1594860130.